# Lojban
Pour les articles homonymes, voir jbo.
Le lojban (qui se prononce comme « loge-bane », en deux syllabes) est une langue construite, dont la morphologie et la grammaire sont conçues sur un modèle logique.
Son ambition est d'éliminer toute ambiguïté de ses énoncés, au moins en ce qui concerne l'analyse grammaticale et morphologique (une certaine part d'interprétation restant inhérente à la sémantique, notamment aux mots composés tant qu'ils n'entrent pas dans le lexique figé de la langue). Par sa construction sans concession au service d'une idée militante, le lojban possède certains traits communs avec d’autres langues construites comme le láadan ou le toki pona.
Son étymologie de  « langue logique » ne rend pas justice au but de ce langage : il n’est pas réservé à la logique formelle ni destiné à être utilisé uniquement en informatique, et convient tout aussi bien à une utilisation humaine, servant pour les communications courantes. Selon le degré d’abstraction ou les choix de construction voulus par le locuteur, le lojban peut se rapprocher du langage naturel, d’un langage de programmation ou de toute autre langue connue. Il peut par ailleurs être poétique, ambigu, précis ou neutre.
Le lojban dispose d'un vocabulaire de base de 1 300 racines. Bien qu'elles soient inspirées au départ des langues naturelles, la très forte contrainte morphologique pesant sur ces racines rend le plus souvent cette origine méconnaissable, contrairement à l'approche prise par l’espéranto. Outre ce vocabulaire de base, le lojban permet de former des mots composés, ce qui donne à la langue un vocabulaire potentiellement illimité.
De plus le lojban dispose de mécanismes pour importer des mots étrangers à la langue.
La grammaire du lojban est entièrement régulière, tous les mots toujours invariables, et il n'y a aucune exception. Des énoncés simples se traduisent par des constructions simples. La souplesse de la grammaire autorise des constructions variées suivant le style ou l'intention. Cependant, la contrainte de ne jamais permettre une analyse grammaticale ambiguë conduit rapidement à faire des distinctions très fines dans des cas plus complexes, par exemple dans le traitement des négations ou des pronoms. Le lojban dispose dans ce but d'un vocabulaire important de mots grammaticaux, entièrement artificiels, et d'une grammaire foisonnante. Cette grammaire très riche (l'édition anglaise fait plus de trois cents pages), nécessaire pour traiter entièrement les différents cas possibles, reflète par contraste l'ambiguïté permise par celles des langues naturelles.
Le lojban dérive du loglan, du docteur James Cooke Brown. Après une longue période de discussion et d’expérimentation, ses fondations furent établies par la publication en 1998 de The Complete Lojban Language.

## Présentation

### Histoire
Le lojban est une refonte du loglan, lui-même créé par le linguiste James Cooke Brown dans les années 1960. Ce dernier espérait explorer l’hypothèse de Sapir-Whorf par la création d’une langue structurellement très différente des langues naturelles. Il est basé sur une construction mathématique, l’objectif étant d’analyser la façon dont est modifiée la capacité analytique de la personne parlant ce langage.
Cependant l’équipe de James Cooke Brown n’apprécia pas sa volonté de garder ce travail universitairement confidentiel et sous son seul contrôle. En 1987, quelques loglanistes actifs se sont séparés du projet de Brown en raison d’un désaccord sur les prétentions de ce dernier quant à un contrôle strict de ses droits d’auteurs sur la langue et le matériel d’apprentissage.
Aussi créèrent-ils le Logical Language Group (Groupe de langue logique) en 1987, afin d’accomplir les buts initialement posés par le loglan, de l’améliorer, le rendre praticable comme une langue de communication, et surtout de le rendre disponible librement.
La construction du lojban a commencé en 1987 à partir des mêmes bases logiques que pour le loglan, mais en partant d'un nouveau vocabulaire, composé à partir de la combinaison de 6 langues, ceci pour poursuivre l’objectif original du loglan mais en l’utilisant de façon plus large dans la vie de tous les jours.
Après une longue période de discussion et d’expérimentation, ses fondations furent établies par la publication en 1998 de The Complete Lojban Language. Il continue de s'enrichir.
Finalement, lojban est devenu bien plus important que le projet original.
Il y a actuellement dans le monde quelques dizaines de lojbanistes actifs, principalement sur internet. Le Logical Language Group (LLG ou la lojbangirz en lojban) est une association à but non lucratif qui tient son assemblée générale annuelle sur le canal irc de la communauté.

### Origine du nom
Le nom « lojban » est lui-même formé régulièrement en lojban. C'est un mot composé formé de loj (forme réduite de logji, logique) et ban (forme réduite de bangu, langage). Le qualificatif (contexte) précédant le mot (type) en lojban, « loj.ban » en lojban se comprend littéralement comme « langue logique ».
De plus, dans sa forme, lojban se termine par une consonne, ce qui en lojban est la caractéristique morphologique des noms propres. De ce fait, sa prononciation correcte en lojban est suivie d'un arrêt vocalique, marqué orthographiquement par un point (lojban.).
La racine bangu (langage) dispose de deux formes réduites, qui sont ban, qui se termine comme un nom propre, et bau, qui se termine comme un mot commun.
La forme « lojban. » désigne donc spécifiquement « la » langue logique par excellence, par opposition à « une » langue logique, qui pourrait se dire lojbau en lojban.

### Principales caractéristiques
Le cœur du projet initial ayant conduit au lojban était de disposer d'un langage permettant de discuter de l'hypothèse de Sapir-Whorf, supposant que les représentations mentales dépendent des catégories linguistiques, autrement dit que la façon dont on perçoit le monde dépend du langage. Dans ce but, les créateurs du langage ont volontairement créé un langage à la structure résolument inhabituelle.
Ce parti-pris ne se manifeste pas tellement dans la morphologie, surtout déterminée par la contrainte de pouvoir conduire une analyse morphologique sans ambiguïté.
Chaque mot du vocabulaire dispose d’une racine que l’on peut combiner avec d’autres racines afin de créer d’autres mots à la manière de l'allemand ou du grec, ce qui rend le lojban extrêmement évolutif par la commodité de création de mots nouveaux compréhensibles par tous dès leur lecture.
L'originalité du parti-pris éclate en revanche pleinement dans la grammaire de la langue, qui s'inspire des mécanismes mathématiques du calcul des prédicats. Cette grammaire étant donc par construction très inhabituelle, des termes spécifiques empruntés au lojban lui-même sont utilisés pour en désigner les différents éléments.
Au-delà de ses termes inhabituels pour un non-praticien, la grammaire du lojban est très simple à comprendre, et le fait qu’un mot puisse aussi bien servir de verbe que d’adjectif rend l’utilisation de la langue extrêmement riche et puissante.
Les textes lojban peuvent être analysés comme des textes de langages de programmation, n'utilisant que des grammaires formelles comme le PEG, YACC, et la forme de Backus-Naur. Il y a plusieurs types d'analyses syntaxiques disponibles,,.

« Le lojban est une langue d'une conception extrêmement soignée, peaufinée pendant des décennies pour satisfaire un critère précis de non-ambigüité. Néanmoins, c'est aussi une langue dans laquelle il est très difficile de tenir une conversation courante ; la construction d'une phrase grammaticalement correcte y est souvent délicate, et une fois que l'on est arrivé à dire quelque chose de correct, il y a de grande chances que en réalité ça ne veuille pas du tout dire ce que vous aviez en tête. »

« Apprendre le lojban est réputé pour être la chose la plus « geek » que l'on puisse imaginer - Même le klingon paraît utile en comparaison. »

### Utilisation
Outre son emploi initialement envisagé pour explorer l’hypothèse de Sapir-Whorf, le lojban suscite l'intérêt de quelques linguistes théoriciens pour analyser comment se fait l'apprentissage et l'évolution d'une langue.
Sa grammaire sans ambiguïté pouvant toujours être compilée par un analyseur syntaxique en fait un outil potentiel pour les interactions avec des systèmes de traitement automatisés du langage, traductions automatiques ou banques de connaissances.
Il se trouve également quelques personnes pour espérer que le lojban puisse être utilisé comme langue de communication internationale.
Le mot lojban vient de « langue logique », en lojban. En effet, la grammaire du lojban est basée sur les principes de la logique des prédicats. Mais pour ses défenseurs, le lojban a d’autres caractéristiques :
- le lojban est conçu pour être utilisé par des personnes pour communiquer entre elles, et éventuellement, dans le futur, avec des ordinateurs ;
- le lojban est conçu pour être culturellement neutre ;
- la grammaire du lojban est non ambiguë ;
- la prononciation du lojban et son orthographe sont directement liées, sans confusion possible ;
- le découpage d’un texte lojban en mots ne peut se faire que d’une seule façon ;
- le lojban est d'une structure simple, comparé aux langues naturelles, et facile à apprendre ;
- les 1 350 mots-racines du lojban peuvent facilement être combinés, de façon à former un vocabulaire de millions de mots ;
- la définition du lojban est rigoureuse et ne comporte pas d’exceptions ;
- le lojban tente de lever les restrictions qui peuvent exister pour exprimer des idées créatives et claires ;
- le lojban peut être utilisé dans des domaines différents, créatifs ou scientifiques, théoriques ou pratiques.

## Prononciation

### Notation et prononciation
Le lojban est conçu pour pouvoir être lu comme il est écrit, et pour être écrit comme il est parlé.
Cette correspondance biunivoque est le premier sens dans lequel il est dit ne pas être ambigu.
Dans ce but, notamment, tout ce qui se traduit par un ton de voix à l'oral, ou par une ponctuation ou une marque typographique à l'écrit, se traduit explicitement par des mots en lojban.
L'objectif est ici de faciliter un éventuel dialogue homme-machine entre oral et écrit.
La référence du lojban est phonétique ; de ce fait il peut être noté par n'importe quel moyen permettant de distinguer ses phonèmes.
L’alphabet lojban se prononce presque toujours comme en français.
Les lettres ont toujours une prononciation unique (ou plus précisément, une plage limitée de réalisations possibles) : le 'g' est toujours dur sinon ce serait un 'j', et le 's' n'est jamais voisé comme le 'z'.
Certaines lettres ont une prononciation conventionnelle inhabituelle pour un lecteur francophone :
- c se prononce "ch" comme dans "cheval"
- x se prononce comme la jota espagnole ou le ch allemand dans Bach
- y est le "schwa", la voyelle moyenne centrale, proche du e dit muet comme dans "le" ou "petit" (ou le a dans l'anglais about). Il est toujours prononcé, car il sert de trait d'union sonore dans certains mots composés.

Les consonnes mixtes ('m', 'l', 'n', et 'r') peuvent prendre la forme de « voyelle consonantique » dans certains noms propres ou importés, où la consonne forme une syllabe par elle-même. Ainsi, « Hélène » est transcrit par el,n (deux syllabes), et « Burt » se transcrit brt, le 'r' faisant la durée de la syllabe.
Enfin, deux signes de ponctuation sont des « semi-lettres », qui font partie de l'orthographe :
- l'apostrophe ' est l'équivalent du "h" anglais (consonne aspirée, comme dans "mayhem"). Il ne se trouve qu'entre deux voyelles, et sert à les séparer par une légère expiration. Dans les décomptes de voyelles ou de consonnes, il n'est jamais décompté.
- le point ('.') marque une pause obligatoire, marqué par un petit coup de glotte, qui doit interrompre le flux d'air dans la gorge. Il n'est pas toujours marqué, parce qu'il est par exemple implicite avant tout mot commençant par une voyelle, ou après tout mot se terminant par une consonne[12].

La virgule (',') n'a pas de prononciation, elle sert à séparer visuellement deux syllabes qui pourraient sinon se concaténer (ce qui permet de clarifier si nécessaire le rôle des consonnes 'l', 'm', 'n', ou 'r'). C'est la même fonction que celle du point en alphabet phonétique international.
L'espace sert à séparer visuellement les mots, mais ne se prononce pas et est donc en principe inutile : en théorie, une phrase lojban garde le même sens quand on en élimine tous les blancs. Cependant, dans ce cas, certains blancs qui correspondent à des arrêts vocaliques obligatoires doivent être remplacés par des points.

### Groupes consonantiques
Les paires de consonnes suivent des règles d'exclusion :
- Une même consonne ne doit jamais être redoublée.
- Une paire ne peut pas assembler à la fois une sourde et une sonore (comme “bf” ou “sd”). Les consonnes  restantes (l, m, n, r) sont typiquement prononcées de manière sonore, mais peuvent également l'être de manière sourde, et sont donc compatibles avec les deux types (ce qui permet par exemple tant “fl” que “vl”, et aussi bien “ls” que “lz”).
- Quelques paires supplémentaires sont interdites.

Ces règles s'appliquent y compris aux mots transcrits en phonétique lojban ; si l'on était conduit à former une paire interdite elle serait alors séparée par un 'y' intercalaire. Ainsi, le prénom anglais « James » \dʒeɪmz\ sera transcrit djeimyz, pour éviter la paire interdite “mz”.
Des restrictions beaucoup plus fortes sont applicables aux paires initiales, qui ne peuvent prendre que l'une de 48 formes possibles (voir phonologie du lojban). Ces règles ne s'appliquent cependant qu'aux mots lojban autochtones, non aux mots transcrits.
Pour les mots composés, les triplets éventuels doivent respecter les règles suivantes :
- Les deux premières consonnes doivent former une paire compatible ;
- Les deux dernières consonnes doivent former une initiale compatible ;
- Sont interdits les triplets  “ndj”, “ndz”, “ntc”, et “nts”.

Ces règles interviennent dans la formation des mots composés, en imposant parfois l'insertion d'un 'y' intercalaire.
Le lojban autorise d'intercaler une petite émission d'un son intercalaire entre deux consonnes difficiles. Cette émission de désarticulation peut prendre une forme quelconque ([ ɪ ], [ ɨ ], [ ʊ ], voire [ ʏ ]), du moment qu'elle ne peut pas se confondre avec l'une ou l'autre des voyelles lojban. En particulier, le son doit être suffisamment bref pour ne pas compter comme une syllabe, et doit être suffisamment coloré pour se distinguer suffisamment du schwa neutre (noté 'y'), qui joue un rôle morphologique en lojban. La voyelle brève des mots anglais « hit » ou « but » est une bonne solution. Il peut être prudent dans ce cas de prononcer les vraies voyelles de manière plus longue que d'habitude, pour mieux marquer la différence. Le locuteur peut ajouter autant de voyelles faibles que nécessaire, qui ne sont pas prises en compte dans la transcription, ce qui permet par exemple de prononcer des groupes comme bangrxrvatsk (le langage croate) —où la consonne de liaison 'r' entre deux consonnes doubles aboutit à un groupe de cinq consonnes consécutives— sous la forme ['ba:nɡrɨxrva:tsk] ou ['ba:nɨɡrɨxɨrɨva:tɨsk] ou toute autre combinaison.

### Accentuation
Le lojban est une langue accentuée, et l'accent tonique y joue un rôle morphologique. L'accent est marqué par une plus forte intensité, et peut également être de hauteur ou de durée. L'absence d'accent sur une syllabe ne doit cependant pas modifier la clarté des voyelles.
Les termes grammaticaux (cmavo) n'ont pas d'accentuation imposée. Ils ne sont généralement pas accentués, mais peuvent aussi bien l'être sur une syllabe quelconque.
Les mots propres (cmene) peuvent avoir leur propre accent, qui est marqué par une mise en majuscule s'il ne tombe pas sur l'avant dernière syllabe. Le nom propre étant toujours suivi d'une pause (marquée par un point), donc explicitement marqué, la place atypique de l'accent n'induit pas de risque d'erreur.
Dans le cas des autres mots (brivla, c'est-à-dire noms de relation), l'accent tonique porte normalement sur l'avant dernière syllabe du mot (et n'est donc normalement pas marqué graphiquement). Cependant, ce décompte de syllabes ne prend pas en compte le 'y', ni d'éventuelles syllabe consonantiques (ni évidemment les sons intercalaires entre groupes de consonnes).
À l'oral, cet accent sert à repérer la fin du mot (qui tombe donc généralement après la syllabe suivante). Il est permis de rythmer les mots polysyllabiques avec des accents secondaires, au choix du locuteur, mais ces accents facultatifs doivent être suffisamment faibles pour ne pas être confondu avec un accent primaire (ce qui entraînerait un risque d'erreur dans le séquençage des mots).

## Morphologie

### Lexique
Le lojban est conçu pour qu'une analyse morphologique formelle soit toujours possible : même sans en connaître le sens, il est toujours possible de séquencer un énoncé en mots (en s'appuyant notamment sur les accents et les arrêts vocaliques), et il est toujours possible de déterminer la classe grammaticale d'un mot inconnu.
Il y a trois classes principales de mots, et quatre unités d'analyse morphologique, qui se distinguent par leur morphologie :
1. Les  cmene, les noms propres. Un nom propre doit toujours se terminer par une consonne (ou plus), et donc être suivi d'une pause marquant la fin du mot (notée par un point).
2. Les cmavo qui sont des petits mots grammaticaux jouant des rôles divers. Un cmavo se caractérise morphologiquement par le fait qu'il se termine par une voyelle, et ne contient jamais de double consonne.
3. Les brivla, noms de relation, correspondant aux noms communs et aux verbes, les deux classes étant assimilées en lojban. Un brivla se caractérise par le fait qu'il se termine par une voyelle et contient toujours une paire de consonnes dans les cinq premières lettres (sans compter y et apostrophes). Ils ont toujours au moins deux syllabes, et portent l'accent sur l'avant-dernière syllabe[14].
4. De plus, pour la formation des mots composés lujvo, des « formes recombinantes » (rafsi) sont attribuées à certains des brivla (racines) et de certains cmavo[15],[16].

Suivant leur origine, il existe trois catégories de brivla : 
1. les gismu, les mots racines qui permettent de construire les autres brivla ;
2. les lujvo (mots composés), composition de brivla ;
3. les fu’ivla (mot étranger importé), des mots issus de langues naturelles, lojbanisés.

Les quelque 1 350 gismu (mot racine exprimant une relation) constituent le vocabulaire de base. Leur forme est toujours CVCCV ou CCVCV, où C est une consonne et V une voyelle, sachant qu’il y a des paires de consonnes interdites.
Un gismu (mot racine) se caractérise par le fait qu'il a exactement cinq lettres, il commence par une consonne et se termine par une voyelle, contient toujours une paire de consonne, et est formé de deux syllabes (dont la première est donc accentuée). Si la double consonne est à l'initiale, elle doit faire partie des 48 paires admissibles comme initiales.

### Mots composés -lujvo
Le mécanisme de base pour étendre le vocabulaire ou spécifier la sémantique est de superposer deux brivla (mots prédicatifs), le premier modifiant la sémantique du second. Cette construction prend le nom de « métaphore » ou tanru (racine qui désigne la relation entre la nouvelle métaphore et ses mots composés). Par exemple, à partir des deux racines patfu (être père de) et mamta (être mère de), la superposition mamta patfu désignera un père maternel, donc (probablement) la relation correspondant au grand-père maternel (père de la mère). La construction par simple métaphore est nécessairement ambigüe ; dans tous les cas la construction désigne un père, mais suivant le contexte, mamta patfu peut aussi bien désigner un père qui (par certains aspects) peut en même temps être qualifié de mère, par exemple un « père-poule ».
Lorsque le concept établi par métaphore est suffisamment important ou fréquent, il devient souhaitable de lui assigner un mot particulier (brivla) et un sens précis. Un lujvo est ainsi formé conventionnellement par la concaténation de racines, que l'on retrouve sous forme pleine (gismu) ou abrégée (rafsi), ou éventuellement de termes grammaticaux (cmavo).
La formation du lujvo nécessite également de lui attribuer un sens précis (contrairement à la métaphore qui peut être ambigüe), et de préciser le sens de ses compléments positionnels (qui contrairement au cas du tandu peuvent être différents de ceux du terme final).
Le néologisme doit respecter les règles morphologiques des mots prédicatifs (brivla), c'est-à-dire qu'il doit se terminer par une voyelle et contient toujours une paire de consonnes dans les cinq premières lettres (sans compter y et apostrophes).
Dans cette concaténation, un y intercalaire (qui ne compte pas pour réterminer l'accent) est inséré dans les groupes de consonnes qui seraient autrement illicites ou induiraient une séparation de mot, et inversement, un r (ou à défaut un n) est inséré lorsqu'une forme rafsi de type CVV se rattacherait au reste du mot composé sans créer de paire de consonne.

### Importations de mots -fu'ivla
Un fu'ivla (mot importé - de fukpi>fu'i : copie, et valsi>vla : mot) peut être formé sur la base phonétique de mots étrangers, à condition de se conformer aux règles de formation des brivla : il doit comprendre un groupe d'au moins deux consonnes dans les cinq premières lettres, dont les paires doivent être toutes admissibles ; il doit se terminer par une voyelle (ou plusieurs) ; et il ne doit pas pouvoir se confondre avec un gismu, un lujvo, ou toute combinaison de cmavo, gismu ou lujvo.
En outre, un fu'ivla auquel on aurait rajouté un cmavo (mot grammatical) de type CV ne doit pas pouvoir se confondre avec un lujvo (mot composé) : c'est le test dit du slinku'i.
Les mots importés en lojban peuvent présenter en quatre degrés d'incorporation, suivant qu'ils sont plus ou moins conformes aux règles de la langue.
Le premier stade est d'encapsuler le terme dans une citation, ce qui demande deux mécanismes particuliers pour produire quelque chose de morphologiquement et syntaxiquement correct.
Avec ce mécanisme, n'importe quelle expression peut être utilisée comme nom de relation en lojban, au prix de cinq syllabes supplémentaires. Ce mécanisme est en particulier utile quand maintenir l'orthographe initiale est nécessaire, par exemple en taxinomie.
Le deuxième stade est de transformer le terme à importer pour en faire un cmene (nom propre) conforme à la morphologie du lojban. L'exigence syntaxique est ici que un nom propre doit toujours se terminer par une consonne (ou plus), et donc être suivi d'une pause marquant la fin du mot (notée par un point). Le stade deux ne demande que deux syllabes supplémentaires. C'est une solution qui permet d'importer rapidement un terme étranger.
Le troisième stade consiste à rectifier encore plus le terme à importer, pour en faire formellement un mot composé (lujvo) dont le deuxième terme est un fu’ivla (mot importé), ce qui rend l'ensemble conforme à la morphologie des brivla (noms de relation).
À ce stade, le sens du terme est précisé par un préfixe, parce que les mots des langues naturelles sont souvent polysémiques, et que le terme lojban ne peut avoir qu'une définition ; suivi d'une consonne trait d'union pour garantir que le résultat ne sera pas coupé en deux mots par l'analyse morphologique.
Le quatrième stade est de choisir pour le fu’ivla (mot importé) une forme qui lui permettra de se passer de son préfixe et être utilisé comme un terme autonome, sous une forme qui doit être la plus courte possible. Créer un fu’ivla (mot importé) intégré à ce point à la langue suppose de soumettre la forme à des tests complexes, et ne peut être entrepris qu'avec prudence et par quelqu'un de compétent.

### Noms propres -cmene
Les règles de transformation d'un nom propre en lojban sont globalement assez souples, mais comprennent quelques règles spéciales destinées à éviter les erreurs de séquencement de mots dans l'analyse morphologique.
Un cmene (racine qualifiant la manière propre de désigner un objet) doit toujours se terminer par une consonne (ou plus), et donc être suivi d'une pause marquant la fin du mot (notée par un point). Chaque paire de consonne éventuelle doit être une paire admissible. En outre, s'il commence par une voyelle, il est également précédé d'un point.
La translittération peut inclure un y sans qu'il soit nécessairement interprété comme un signe de trait d'union, et la syllabe accentuée est en majuscule si ce n'est pas la pénultième.

## Grammaire

### Sémantiques (brivla) et grammaire (cmavo)
Il n’y a pas en lojban de distinction grammaticale entre un nom, un verbe, un adjectif, un adverbe. La notion fondamentale et unique est celle des termes pleins, les brivla (~ nom de relation), qui représentent à la fois tous ces concepts de manière unifiée - formellement, ce sont à la fois des relations et des propriétés.
Le lojban utilise de nombreux mots grammaticaux (les cmavo) pour préciser de manière non ambigüe les rapports entre les mots pleins (les brivla). Les cmavo permettent d'articuler en une même assertion des mots pleins (brivla) ou des structures plus complexes.
Certains cmavo sont associés à des séparateurs ou encore à des délimiteurs, eux-mêmes des cmavo, qui permettent de délimiter sans ambiguïté les limites des différentes structures. Cependant, dans la plupart des structures, il n'y a pas d'ambiguïté dans les cas simples et les cmavo associés aux fonctions correspondantes sont dans ce cas optionnels, peuvent être omis et sont alors implicites. Ces ellipses permettent d'alléger considérablement les phrases simples, mais par le fait même, rendent invisible la structure logique rigoureuse sous-jacente à la construction des énoncés.
Les cmavo peuvent être comparés à des opérateurs mathématiques portant sur les assertions, et de même qu'en mathématique, un cmavo ne peut avoir qu'un sens et un seul - l'analyse grammaticale ne doit conduire à aucune ambiguïté, c'est la troisième non-ambiguïté revendiquée par le lojban.
À cause de cette contrainte, les cmavo se retrouvent très souvent à former une famille nombreuse (selma'o), dont chaque membre est nécessaire pour gérer un cas particulier.

### Énoncé (bridi) - Relation (selbri) - Arguments (sumti)
D'une manière générale, en lojban, un énoncé est toujours considéré comme une fonction logique (un prédicat) qui décrit une relation entre un certain nombre d'« arguments ».
- L'unité élémentaire d'énonciation (la phrase) est appelée bridi, terme primitif qui signifie à peu près « prédicat » ou « une mise en relation prédicative ». Un bridi est à peu près l'équivalent d'une phrase ou d'un énoncé, donc d'un ensemble de mots mis dans une relation grammaticale définie.
- Dans un bridi (prédicat), l'un des termes désigne la relation, c'est le selbri (qualificatif du mot qui met en relation, l'entremetteur). Par définition, tout brivla (mot relation) peut jouer ce rôle de selbri (à peu près l'équivalent d'un verbe) dans un bridi (prédicat).
- De même qu'une prédication en logique formelle est formée d'un prédicat et d'arguments, les bridi (prédicats en lojban) sont formés d'un selbri (entremetteur) qui met en relation des sumti (arguments).

Grammaticalement, le nombre d'arguments d'une relation brivla est toujours fixe, et le rôle grammatical de ses différents arguments sumti est déterminé par leur seule position structurelle, qui est également fixe. Un brivla peut avoir de un à cinq sumti, suivant le nombre de dimension qui paraît nécessaire pour caractériser la relation dans le cas général. Par rapport à un énoncé français, très souvent, x1 correspond au sujet et x2 à un complément d'objet direct ; mais en lojban les autres arguments sont des compléments tout aussi directs.
Même si la structure logique sous-jacente à un brivla a donc toujours un nombre fixe d'arguments, ces arguments sont souvent inutiles, et ne sont pas nécessairement tous précisés dans un énoncé donné. Un énoncé comme « mi klama » (je viens, j'arrive, j'y vais) laisse ainsi les arguments 2 à 5 indéterminés (ce qui en lojban est signifié en utilisant comme sumti le mot grammatical zo'e). Le lojban rend facultatif les zo'e situés en fin d'énoncé, procédé qualifié de « ellipse ». De ce fait, dans une bonne définition, ce sont les arguments les plus fréquents qui prennent normalement les premières places structurelles ; dans le cas d'une relation exprimant un verbe transitif on trouvera typiquement le sujet de la relation en position x1 et son complément d'objet en position x2.
D'autre part, même si la position structurelle des arguments est fixe, ce n'est qu'une position par défaut, et leur position effective dans un énoncé donné peut varier. Le lojban dispose de deux séries de préfixes grammaticaux, la première permettant de forcer l'interprétation de la position d'un argument à une position structurelle donnée ; l'autre permettant d'inverser le premier argument avec celui d'un rang donné.
Par exemple, pour dire que « je passe par la maison » (la maison = le zdani), trajectoire structurellement en position 4 pour la relation klama (se déplacer vers), sans y préciser le lieu de destination (structurellement 2) ni de départ (structurellement 3), il n'est pas nécessaire d'expliciter les indéterminés par « mi1 klama zo'e2 zo'e3 le zdani4 » (correct, mais lourd). Il est plus pratique de préciser (par le mot grammatical fo) que l'argument qui se rencontre actuellement en seconde position est structurellement le quatrième, celui de la trajectoire : dans « mi klama fo le zdani » - le fo annonce que l'argument rencontré en position deux est un x4 déplacé.
Placer le selbri en première position est une construction particulière, qui signifie que le premier argument (généralement le sujet) est indifférent (zo'e en logban), et est donc omis. Ce type d'assertion est qualifié de « contemplative », parce que c'est la manière de signaler rapidement un objet : danmo (fumée !) signifie qu'il y a de la fumée quelque part et qu'il est urgent de le signaler, sans qu'il soit nécessaire ni utile dans un premier temps de préciser ce qui est enfumé (zo'e danmo, quelque chose fait de la fumée).

## Rhétorique
L'ambition qu'affiche le lojban de maintenir une correspondance biunivoque stricte entre écrit et oral conduit à mettre sous forme lexicale ou grammaticale des éléments qui habituellement ressortissent uniquement au domaine de la rhétorique ou de la typographie.

### Articulations de phrases
Les phrases sont séparées à l'oral par le marqueur grammatical .i (équivalent du point).
Le marqueur .i peut être suivi d'autres termes grammaticaux quand ces opérateurs s'appliquent à l'ensemble de la phrase, par exemple .i,xu (« Est-ce que... »). Si les phrases doivent être numérotées, on pourra par exemple les préfixer par .i,pa,mo'o (premièrement)...
Il est possible de grouper plus particulièrement deux phrases par le séparateur .ibo, ou de grouper une collection de phrases entre les deux parenthèses tu'e et tu'u, par exemple quand un énoncé porte sur un groupe de phrase, ou pour marquer une strophe d'un poème.
À une plus grande échelle, des groupes de phrases peuvent être séparés  par le marqueur ni'o (équivalent du paragraphe). Le séparateur peut recevoir une "suscription" (numéro ou titre), qui permet si nécessaire de le désigner ultérieurement.
Ce séparateur marque un changement de contexte ; et grammaticalement il réinitialise toutes les variables de références, pro-sumti et pro-bridi. Répété, le séparateur peut également traduire des fins de section (ni'oni'o) ou de chapitre (ni'oni'oni'o) - une répétition est généralement sans incidence grammaticale mais indique sémantiquement un changement de sujet plus profond.
Le séparateur inverse, no'i, indique la fin d'une digression, et restaure le contexte (pro-sumti, pro-bridi et référence temporelle implicite) qui était actif avant que le précédent ni'o ne l'ait réinitialisé. C'est l'équivalent lojban d'une transition comme « Mais pour en revenir à notre sujet... ». Dans le cas de digression complexe, le séparateur peut recevoir en "suscription" le label du ni'o qu'il prolonge, ou le repérer par le nombre (négatif) de ni'o qu'il faut remonter dans la chaîne.
En fin de discours, le lojban dispose d'un opérateur fa'o (facultatif) qui marque la fin du discours. Il peut être utilisé dans des communications homme-machine, ou par exemple pour céder la parole.

### Citations et parenthèses
Le lojban dispose de mécanismes variés permettant de citer toute sorte de texte sans les faire interférer avec les niveaux sémantiques, syntaxiques, ou morphologiques.
- Un mot quelconque lojban (morphologiquement valable, mais non nécessairement défini) peut être transformé en simple citation en le faisant précéder par zo, qui suspend toute fonction sémantique sur le mot qui le suit (qui doit cependant être un mot).
- Un énoncé grammaticalement correct mais pris comme un bloc objet peut être désignée en l'entourant par la paire lu...li'u. Le marqueur lu annonce que ce qui suit constitue un texte lojban correct, mais qui doit être pris pour sa valeur textuelle et non sémantique. Le texte devant être grammaticalement correct, il est important de ne pas oublier de refermer la parenthèse par li'u (unquote, en anglais), faute de quoi la citation entre guillemets s'étendra jusqu'à la fin du discours.
- Les discussions grammaticales nécessitent fréquemment de citer une suite de mots qui ne constitue pas un texte grammaticalement correct, par exemple pour citer une liste de termes lojban, ou une construction dont on veut expliquer en quoi elle est incorrecte. Ce type de citation s'ouvre par le marqueur lo'u, et se referme par li'u. Entre ces deux marqueurs, l'analyse syntaxique sera suspendue, mais pas l'analyse morphologique : ce niveau d'analyse doit pouvoir reconnaître correctement les mots cités, de manière à pouvoir y repérer sans ambiguïté le  li'u de clôture.
- L'opérateur zoi permet d'anesthésier y compris l'analyse phonologique, et de citer ainsi sans filtre ni rejet des éléments de discours qui n'ont à respecter aucune des règles lojban[30].

Clairement, le problème de cet opérateur est de maintenir néanmoins l'analyse phonologique dans un état de vigilance minimal, pour déterminer clairement l'arrivée du marqueur de fin et réveiller à ce moment les analyseurs morphologiques et syntaxiques. Pour cela, zoi prend comme premier paramètre un mot lojban quelconque, qui servira de marqueur et sera suivi d'un point (arrêt vocal), comme second paramètre l'énoncé à citer sans analyse, et comme troisième paramètre un arrêt vocal suivi du mot choisi comme marqueur. L'algorithme du réveil est donc quelque chose comme « noter le mot de passe et s'endormir, si un arrêt vocal est suivi du mot de passe, se réveiller, sinon continuer à dormir ».
Une citation correspond à quelque chose qui se passe à un niveau d'abstraction inférieur à celui du discours courant : le discours de niveau courant est capable de "voir" la citation, de l'analyser et de la comprendre dans la mesure du nécessaire, mais l'univers dans lequel est implicitement émis le discours cité n'a pas conscience de ce qu'il est observé. De ce fait, par exemple, le niveau courant pourra utiliser des pronoms pour désigner des objets mentionnés dans la citation, mais l'inverse ne sera pas vrai.
Le lojban dispose d'un mécanisme inverse, permettant de faire des annotations ou des commentaires à un niveau supérieur, puis de replonger dans le discours courant.
L'annotation se situant à un niveau métalinguistique, elle peut désigner par des pronoms des objets mentionnés dans le texte courant, mais est elle-même invisible et sans effet linguistique pour ce niveau courant.

### Indicateurs d'attitude
Le lojban permet d'indiquer explicitement dans le discours des informations habituellement transférées par le ton, voire par des attitudes non verbales. Les indicateurs de base sont formés par toutes les paires de voyelles et les diphtongues.
De plus, ils peuvent être suffixés par d'autres mots grammaticaux, qui par exemple indiquent le contraire, l'atténuation... Ainsi, si .ia exprime ce que l'on croit (il me semble que...), sa négation .ianai exprime le contraire (je n'y crois pas, c'est pas possible!).
Les indicateurs peuvent indiquer des choses très variables quant à l'attitude du locuteur. Ils peuvent être plus ou moins intenses, sur une échelle aussi bien positive que négative.
Un indicateur peut porter sur toute une phrase (s'il suit le marqueur .i) ou un paragraphe (derrière ni'o).
Un parenthésage précis et arbitraire de la portée de ces indicateurs peut être obtenu en les encapsulant dans la paire fu'e ... fu'o : à partir de fu'e, tout nouvel indicateur d'attitude restera en activité jusqu'à être annulé par un fu'o.
C'est l'équivalent d'un coup de stabylo qui n'a pas à respecter les limites des objets grammaticaux.

### Erreurs et hésitations
Le lojban dispose d'un mot, « .y. » pour exprimer que l'on hésite sur ce qu'il faut dire. Phonétiquement, il se traduit simplement par « Euh... », et peut apparaître n'importe où. Il peut être répété.
L'opérateur si retourne en arrière et efface le dernier mot émis, comme s'il n'avait jamais existé. Il peut être répété s'il est nécessaire d'effacer plusieurs mots.
Les règles d'effacement d'un mot peuvent cependant devenir très complexes, notamment lorsqu'elles interfèrent avec des citations et leurs délimiteurs.
Afin de faciliter les reprises d'erreur à l'oral, l'opérateur sa est un nettoyeur plus énergique, qui prend en paramètre un mot grammatical, et efface dans le flux d'entrée tout ce qui précède jusqu'à rencontrer ce même mot grammatical, qui marque donc le point de reprise ; tout se passe ensuite comme si les deux instances de ce mot étaient confondues et tout le passage intermédiaire excisé. Par exemple, .i étant le marqueur (souvent implicite) de début de phrase, sa.i permet d'effacer n'importe quelle phrase inachevée pour recommencer au début de la phrase.
Plus radical, l'opérateur su élimine ce qui a été dit par son énonciateur dans une conversation (« Mettons que je n'ai rien dit »). L'opérateur redoublé susu efface même tout un échange (« Oublions tout ça »).

## Exemple

### Texte
| le mumoi plini cu mutce le ka cizra .i py cmalu traji fo le romei .i le canlu cu satci banzu le nu canlu le garna tergusni kujoi le tergusni cikygau .i le cmalu noltrube'a na snada le nu jimpe le du'u makau prali bu'u lo pagbu be le kensa re'o lo plini noi claxu lo'e zdani .e lo'e se xabju ku'o fi lo'e garna tergusni .e lo'e tergusni cikygau | La cinquième planète était très curieuse. C’était la plus petite de toutes. Il y avait là juste assez de place pour loger un réverbère et un allumeur de réverbères. Le petit prince ne parvenait pas à s’expliquer à quoi pouvait servir, quelque part dans le ciel, sur une planète sans maison, ni population, un réverbère et un allumeur de réverbères. |

### Phrases communes
| Lojban                    | Traduction littérale                                        | Français                    |
| ------------------------- | ----------------------------------------------------------- | --------------------------- |
| coi/co'o                  | bonjour/au revoir                                           | bonjour!/au revoir!         |
| pe'u                      | s'il te/vous plaît                                          | s'il te/vous plaît!         |
| ki'e                      | merci                                                       | merci!                      |
| .u'u                      | (repentance)                                                | Je suis désolé!             |
| xu do se glibau/jbobau    | est-ce-vrai-que vous êtes-un-locuteur-de-la-langue-anglaise | Parles-tu anglais / lojban? |
| ti/ta/tu                  | ça ici/ça là/ça-là-bas                                      | celui-ci/celui-là/ça là-bas |
| mi na jimpe               | Je-pas-comprendre                                           | Je ne comprends pas         |
| go'i                      | (la dernière clause)                                        | oui, c'est vrai             |
| na go'i                   | pas-vrai-que (la dernière clause)                           | non, c'est faux             |
| la'u ma                   | est-une-quantité-de quoi                                    | Combien?                    |
| ma jdima                  | quelle-est-le prix                                          | Combien ça coute?           |
| lo vimku'a cu se stuzi ma | toilettes (queue de la clause suivante) est-localisée-où?   | où sont les toilettes?      |

### Expressions uniquement en lojban
| Lojban:         | .oi                                   | ro'o                                  | bu'o nai                              | pei                                   |
| Interprétation: | attitudinal : douleur                 | au sens physique                      | fin d'attitude                        | quelle est ton/votre attitude ?       |
| Traduction:     | Ressentez-vous encore de la douleur ? | Ressentez-vous encore de la douleur ? | Ressentez-vous encore de la douleur ? | Ressentez-vous encore de la douleur ? |

| Lojban:         | mi                            | nelci                         | ko                            |
| Interprétation: | je                            | t'aime                        | "tu" impératif                |
| Traduction:     | Fais en sorte que je t'aime ! | Fais en sorte que je t'aime ! | Fais en sorte que je t'aime ! |

| Lojban:         | lo                                 | cukta                              | ku                                 | be'u                               | zvati                              | ma                                 |
| Interprétation: | qui                                | est un/des livre(s)                | fin du "lo"                        | attitudinal : besoin               | est localisé                       | quoi?                              |
| Traduction:     | J'ai besoin du livre ! Où est-il ? | J'ai besoin du livre ! Où est-il ? | J'ai besoin du livre ! Où est-il ? | J'ai besoin du livre ! Où est-il ? | J'ai besoin du livre ! Où est-il ? | J'ai besoin du livre ! Où est-il ? |

| Lojban:         | ko                                                            | ga'i nai                                                      | klama                                                         | lo                                                            | nenri                                                         | be                                                            | lo                                                            | mi                                                            | zdani                                                         |
| Interprétation: | "tu" impératif                                                | attitudinal : douceur                                         | va à                                                          | qui                                                           | est dans                                                      | [argument d'attache]                                          | qui                                                           | ma                                                            | est maison                                                    |
| Traduction:     | Je serais honoré si vous souhaitiez entrer dans ma résidence. | Je serais honoré si vous souhaitiez entrer dans ma résidence. | Je serais honoré si vous souhaitiez entrer dans ma résidence. | Je serais honoré si vous souhaitiez entrer dans ma résidence. | Je serais honoré si vous souhaitiez entrer dans ma résidence. | Je serais honoré si vous souhaitiez entrer dans ma résidence. | Je serais honoré si vous souhaitiez entrer dans ma résidence. | Je serais honoré si vous souhaitiez entrer dans ma résidence. | Je serais honoré si vous souhaitiez entrer dans ma résidence. |

| Lojban:         | le                     | pa                     | nanmu                  | cu                          | ninmu                  |
| Interprétation: | celui en question qui  | un                     | est un homme           | queue de la clause suivante | est une femme          |
| Traduction:     | L'homme est une femme. | L'homme est une femme. | L'homme est une femme. | L'homme est une femme.      | L'homme est une femme. |

| Lojban:         | se ri'a                                               | gi                                                    | mi                                                    | jgari                                                 | lo                                                    | djacu                                                 | gi                                                    | mi                                                    | jgari                                                 | lo                                                    | kabri                                                 |
| Interprétation: | avec des effets physiques                             | de (                                                  | je                                                    | saisir                                                | qui                                                   | un peu d'eau                                          | )                                                     | je                                                    | saisir                                                | qui                                                   | est un verre                                          |
| Traduction:     | Je saisis l'eau, étant donné que je saisis une tasse. | Je saisis l'eau, étant donné que je saisis une tasse. | Je saisis l'eau, étant donné que je saisis une tasse. | Je saisis l'eau, étant donné que je saisis une tasse. | Je saisis l'eau, étant donné que je saisis une tasse. | Je saisis l'eau, étant donné que je saisis une tasse. | Je saisis l'eau, étant donné que je saisis une tasse. | Je saisis l'eau, étant donné que je saisis une tasse. | Je saisis l'eau, étant donné que je saisis une tasse. | Je saisis l'eau, étant donné que je saisis une tasse. | Je saisis l'eau, étant donné que je saisis une tasse. |